# Janoszyce
Janoszyce – wieś w Polsce położona w województwie mazowieckim, w powiecie płockim, w gminie Brudzeń Duży.
Wieś wchodzi w skład sołectwa Krzyżanowo.
W latach 1975–1998 miejscowość administracyjnie należała do województwa płockiego.

## Transport
Przez centrum Janoszyc przebiega droga łącząca Brudzeń Duży z Karwosiekami.